# Božidar Maksimović
Božidar Maksimović (Knić, 1 de marzo de 1886-Belgrado, 18 de julio de 1969) fue un político serbio que se desempeñó como Ministro del Interior, Ministro de Educación, Ministro de Justicia y Ministro sin cartera en el Reino de Yugoslavia.  

## Biografía
Nació en el pueblo de Knić, cerca de Kragujevac, en una familia sacerdotal. Realizó sus primeros estudios en Kragujevac y asistió a la Facultad de Derecho de la Universidad de Belgrado. Trabajo como funcionario y secretario judicial en Smederevo y Belgrado, y durante la Primera Guerra Mundial formó parte de las filas del Ejército Serbio y alcanzó el grado de teniente de caballería. Testificó en el juicio a Fredjung en Viena en 1909 y el Juicio de Salónica de 1917. Después de la Guerra fue funcionario del Ministerio de Justicia, secretario del Ministerio de Obras Públicas y jefe del Ministerio de Transporte. Posteriormente renunció y abrió un despacho de abogados.
Se afilió al Partido Popular Radical y fue miembro de la Mesa Directiva de ese partido desde 1919. Fue elegido a la Asamblea Nacional desde 1923 hasta 1940. Fue Ministro del Interior durante los gobiernos de Nikola Pašić (1924-1926) y de Nikola Uzunović (1926-1927); en este cargo, y debido a su política de Mano dura, fue apodado como "Boža Kundak": Reprimió repetidamente las huelgas y aplastó brutalmente a la oposición al gobierno y al sistema centralista del país. Cercano al Rey Alejandro I, por sugerencia suya se prohibió la propaganda política del Partido Campesino Croata (HSS) en 1924; así mismo, abogó por expulsar a los políticos croatas en el gobierno, se opuso a Pašić y ordenó la captura de Stjepan Radić. La oposición, compuesta por el Partido Demócrata, la Organización Musulmana Yugoslava y el HSS, exigió su destitución en 1926 y en 1927 este último presentó una moción de censura, acusándolo de violencia policial; sin embargo, la acusación fue rechazada en el legislativo.
Durante la dictadura del 6 de enero, fue de nuevo Ministro de Educación durante los dos primeros gobiernos de Petar Živković; durante el tercer gobierno de Živković, y los de  Vojislav Marinković y de Nikola Uzunović, fue Ministro de Justicia y durante el de Milán Srškić, Ministro sin cartera. Después de la Muerte de Alejandro, se negó a reconocer el nombramiento del regente Pablo. Entró en el gobierno de Dragiša Cvetković como Ministro de Educación del 26 de agosto de 1939 al 29 de junio de 1940, cuando dimitió. Posteriormente, rechazó un nombramiento en el gobierno de Dušan Simović.
Después de la invasión de Yugoslavia huyó a Creta, luego a Egipto y por último a Estados Unidos. Hasta su jubilación trabajó en la Biblioteca del Congreso en Washington y se mudó a Suiza. Al final de su vida regresó a Yugoslavia, estableciéndose en Belgrado y muriendo allí en 1969.